# Липки (Ленинградская область)
Ли́пки — деревня в Любанском городском поселении Тосненского района Ленинградской области.

## История
Впервые упоминается в Писцовой книге Водской пятины 1500 года как деревня Липка в Ильинском Тигодском погосте Новгородского уезда.
В переписи 1710 года в Ильинском Тигодском погосте записана деревня Липки, числящаяся за помещиком Секириным.

ЛИПКИ — деревня Липинского сельского общества, прихода села Пельгоры.

Крестьянских дворов — 47. Строений — 226, в том числе жилых — 73. 

Число жителей по семейным спискам 1879 г.: 96 м. п., 107 ж. п.; по приходским сведениям 1879 г.: 98 м. п., 105ж. п.;
 
4 ветряные мельницы. Мелочная лавка. Питейный дом.  (1884 год)

ЛИПКА — деревня бывшая владельческая. Дворов — 48, жителей — 216. Часовня. Лавка. (1885 год)

В конце XIX — начале XX века деревня административно относилась к Пельгорской волости 1-го стана 1-го земского участка Новгородского уезда Новгородской губернии.

ЛИПКИ — деревня Липенского сельского общества, дворов — 54, жилых домов — 54, число жителей: 130 м. п., 136 ж. п. 

Занятия жителей — земледелие, отхожие промыслы. Часовня, хлебозапасный магазин. (1907 год)

Согласно военно-топографической карте Петроградской и Новгородской губерний издания 1917 года деревня Липки состояла из 34 крестьянских дворов.
С 1917 по 1927 год деревня Липки входила в состав Любанской волости Новгородского уезда Новгородской губернии.
С 1927 года в составе Пельгорского сельсовета Любанского района Ленинградской области.
С 1930 года в составе Тосненского района.
По данным 1933 года деревня Липки входила в состав Пельгорского сельсовета Тосненского района.

План деревни Липки. 1937 год

Согласно топографической карте 1937 года деревня насчитывала 62 двора.
В 1940 году население деревни Липки составляло 343 человека.
Деревня была освобождена от немецко-фашистских оккупантов 27 января 1944 года.
С 1950 года в составе Любанского сельсовета.
В 1958 году население деревни Липки составляло 170 человек.
По данным 1966 и 1973 годов деревня называлась Липка и также входила в состав Любанского сельсовета.
По данным 1990 года в составе Любанского сельсовета находилась деревня Липки.
В 1997 году в деревне Липки Любанской волости проживали 59 человек, в 2002 году — 50 человек (русские — 92 %). В 2007 году — 41.

## География
Деревня расположена в восточной части района на автодороге 41А-004 (Павлово — Мга — Луга), к северу от центра поселения — города Любань.
Расстояние до административного центра поселения — 7 км.
Расстояние до ближайшей железнодорожной платформы Болотницкая — 4 км.
К западу от деревни протекает река Болотница.

## Демография
| 2007 | 2010 | 2017 |
| ---- | ---- | ---- |
| 41   | ↗49  | →49  |